# Lawrence B. Slobodkin

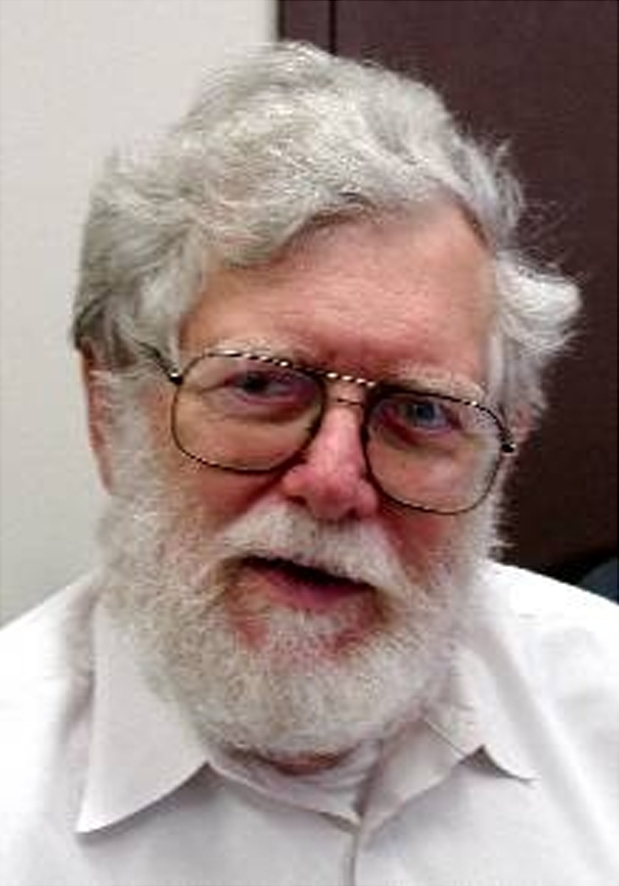
Lawrence B. Slobodkin

Lawrence Basil Slobodkin (* 22. Juni 1928 in der Bronx, New York City; † 18. September 2009 in Old Field, New York) war ein US-amerikanischer Ökologe.

## Leben
Slobodkin stammte aus einer jüdischen Familie. Sein Vater Louis war ein bekannter Kinderbuchautor, Bildhauer und Illustrator. Seine Mutter Florence, geborene Gersh, war Kinderbuchautorin. Nach seinem Abschluss an der Bronx High School of Science besuchte Slobodkin das Bethany College in West Virginia, wo er 1947 den Bachelor of Science erlangte. 1951 wurde er mit der Dissertation Population dynamics in Daphnia obtusa Kurz. unter der Leitung von G. Evelyn Hutchinson zum Ph.D. an der Yale University promoviert. Im Mai 1952 heiratete er Tamara Jones, eine Pianistin, mit der er zwei Söhne und eine Tochter hatte. Von 1951 bis 1953 führte er im Auftrag des United States Fish and Wildlife Service Untersuchungen über die hochtoxischen Algenblüten durch. Von 1952 bis 1953 war er Fischereibiologe beim United States Fish and Wildlife Service. Von 1954 bis 1957 war er Dozent an der University of Michigan in Ann Arbor. Von 1954 bis 1957 war er Assistant Professor, von 1957 bis 1960 außerordentlicher Professor und 1964 bis 1968 war er ordentlicher Professor für Zoologie an der State University of New York in Stony Brook. 1969 initiierte er das Programm für Ökologie und Evolution an der State University of New York, das er bis 1974 leitete.
Neben seinen vielen anderen Aktivitäten hatte Slobodkin in den 1960er Jahren eine Schlüsselposition als Dozent und Leiter eines Lehrgangs für Meeresökologie inne, der viele Jahre lang am Marine Biological Laboratory in Woods Hole unterrichtet wurde und als Ausbildungsstätte für prominente Ökologen diente. Er war Gastwissenschaftler an der Hebräischen Universität Jerusalem, der Universität Tel Aviv (von 1965 bis 1966) und der Ben-Gurion-Universität im Negev sowie am Weizmann-Institut für Wissenschaften in Israel. Von 1974 bis 1975 war er Gastwissenschaftler an der Smithsonian Institution. 1989 forschte er an der Universität Tsukuba.
Slobodkins Forschung umfasste die Evolutionsstrategie, die ökologische Planung und Entscheidungsfindung in Bezug auf das Umweltmanagement, die Biologie der Süßwasserpolypen sowie die Hydrobiologie.
Slobodkin veröffentlichte mehr als hundertfünfzig Artikel und Rezensionen in Fachzeitschriften, darunter Ecology, Journal of Risk Assessment, Simulation, World Archaeology, Human Ecology und Scientific American. Er war Redakteur beim Journal of Evolutionary Ecology, bei der Zeitschrift American Naturalist und bei der Zeitschrift Biosciences.

## Ehrungen und Mitgliedschaften
1961 erhielt Slobodkin den Russel Award der University of Michigan. Er war zweimal Guggenheim-Stipendiat (1960 und 1974), zweimal Fulbright-Stipendiat (1960 und 1965) sowie Fellow des Woodrow Wilson International Center for Scholars (von 1990 bis 1991). 1970 wurde er zum Fellow der American Academy of Arts and Sciences und 1999 zum Auslandsmitglied der Linnean Society of London gewählt. 1985 war er Präsident der American Society of Naturalists und 1969 der Society for General Systems Research. Im Jahr 2005 wurde er an der Stony Brook University emeritiert und von der Ecological Society of America mit dem Eminent Ecologist Award ausgezeichnet. Der Entomologe Douglas J. Futuyma benannte 1991 die Art Ophraella slobodkini aus der Familie der Blattkäfer (Chrysomelidae) zu Ehren von Slobodkin.

## Schriften
- Growth and Regulation of Animal Populations, Holt, Rinehart, and Winston, 1961, 2. Auflage, Dover Publications, 1980.
- Remote Sensing of the Biosphere, National Academy Press, 1986.
- Simplicity and Complexity in Games of the Intellect, Harvard University Press, 1992.
- A Citizen’s Guide to Ecology, Oxford University Press, 2003.